# Rubiàcies

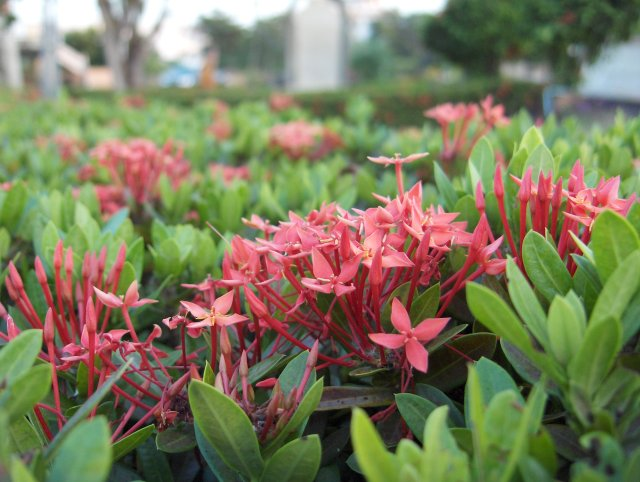
Pentas lanceolata

Les rubiàcies (Rubiaceae) són una família de plantes amb flors, conegudes comunament com la família del cafè. Està formada per arbres, arbusts, lianes o herbes que es reconeixen per fulles simples i oposades amb peciols estipulats i flors actinomorfes simpètales. La família conté unes 13.500 espècies en uns 620 gèneres, cosa que la converteix en la quarta família d'angiospermes més gran. Rubiaceae té una distribució cosmopolita. La major diversitat d'espècies es concentra als tròpics i subtròpics. Els gèneres econòmicament importants inclouen Coffea, la font del cafè, Cinchona, la font de l'alcaloide quinina antimalàrica, algunes plantes colorants (per exemple, Rubia) i cultius ornamentals (per exemple, Gardènia, Ixora, Pentas).

## Subfamílies
Els gèneres estan dividits entre tribus ubicats en aquestes subfamílies:
| - Rubioideae - Anthospermeae - Argostemmateae - Coussareeae - Craterispermeae - Danaideae - Gaertnereae - Lasiantheae - Morindeae - Ophiorrhizeae - Paederieae - Perameae - Psychotrieae - Rubieae - Sabiceeae - Schradereae - Spermacoceae - Theligoneae - Urophylleae - Virectarieae | - Cinchonoideae - Calycophylleae - Catesbaeeae - Naucleeae - Chiococceae - Cinchoneae - Condamineeae - Coptosapelteae - Guettardeae - Hamelieae - Hillieae - Isertieae - Mussaendeae - Rondeletieae - Simireae - Exostema group | - Ixoroideae - Alberteae - Coffeeae - Cremasporeae - Gardenieae - Hippotideae - Ixoreae - Octotropideae - Pavetteae - Retiniphylleae - Sipaneeae - Vanguerieae |

### Gèneres
Dins d'aquesta família es reconeixen els 120 gèneres següents:
- Achilleanthus J.G.Chavez
- Acranthera Arn. ex Meisn.
- Acrobotrys K.Schum. & K.Krause
- Acrosynanthus Urb.
- Acunaeanthus Borhidi, Komlódi & Moncada
- Adenorandia Vermoesen
- Adina Salisb.
- Adolphoduckea Paudyal & Delprete
- Afrocanthium (Bridson) Lantz & B.Bremer
- Agathisanthemum Klotzsch
- Agouticarpa C.H.Perss.
- Aidia Lour.
- Aidiopsis Tirveng.
- Airosperma K.Schum. & Lauterb.
- Aitchisonia Hemsl. ex Aitch.
- Alberta E.Mey.
- Aleisanthia Ridl.
- Aleisanthiopsis Tange
- Alibertia A.Rich. ex DC.
- Alleizettella Pit.
- Alseis Schott
- Amaioua Aubl.
- Amaracarpus Blume
- Amphiasma Bremek.
- Amphidasya Standl.
- Amphistemon Groeninckx
- Antherostele Bremek.
- Anthorrhiza C.R.Huxley & Jebb
- Anthospermopsis (K.Schum.) J.H.Kirkbr.
- Anthospermum L.
- Antirhea Comm. ex A.Juss.
- Aoranthe Somers
- Aphanocarpus Steyerm.
- Appunia Hook.f.
- Arachnothryx Planch.
- Arcytophyllum Willd.
- Argocoffeopsis Lebrun
- Argostemma Wall.
- Asperula L.
- Astiella Jovet
- Atractocarpus Schltr. & K.Krause
- Atractogyne Pierre
- Augusta Pohl
- Aulacocalyx Hook.f.
- Badusa A.Gray
- Balmea Martínez
- Bathysa C.Presl
- Batopedina Verdc.
- Belonophora Hook.f.
- Benkara Adans.
- Benzonia Schumach.
- Berghesia Nees
- Bertiera Aubl.
- Bikkia Reinw. ex Blume
- Blepharidium Standl.
- Bobea Gaudich.
- Boholia Merr.
- Bothriospora Hook.f.
- Botryarrhena Ducke
- Bouvardia Salisb.
- Brachytome Hook.f.
- Bradea Standl.
- Bremeria Razafim. & Alejandro
- Brenania Keay
- Breonadia Ridsdale
- Breonia A.Rich. ex DC.
- Bridsonia Verstraete & A.E.van Wyk
- Buchozia L'Hér.
- Bullockia (Bridson) Razafim., Lantz & B.Bremer
- Bungarimba K.M.Wong
- Burchellia R.Br.
- Byrsophyllum Hook.f.
- Callipeltis Steven
- Calochone Keay
- Calycophyllum DC.
- Calycosia A.Gray
- Calycosiphonia Pierre ex Robbr.
- Canephora Juss.
- Canthium Lam.
- Canthiumera K.M.Wong & Mahyuni
- Capirona Spruce
- Carajasia R.M.Salas, E.L.Cabral & Dessein
- Carapichea Aubl.
- Carpacoce Sond.
- Carphalea Juss.
- Carterella Terrell
- Casasia A.Rich.
- Catesbaea L.
- Catunaregam Wolf
- Cephalanthus L.
- Ceratopyxis Hook.f.
- Ceriscoides (Hook.f.) Tirveng.
- Chaetostachydium Airy Shaw
- Chalepophyllum Hook.f.
- Chamaepentas Bremek.
- Chapelieria A.Rich. ex DC.
- Chassalia Comm. ex Poir.
- Chimarrhis Jacq.
- Chiococca P.Browne
- Chione DC.
- Chomelia Jacq.
- Ciliosemina Antonelli
- Cinchona L.
- Cinchonopsis L.Andersson
- Cladoceras Bremek.
- Clarkella Hook.f.
- Coccochondra Rauschert
- Coccocypselum P.Browne
- Coddia Verdc.
- Coelopyrena Valeton
- Coelospermum Blume
- Coffea L.
- Colletoecema E.M.A.Petit
- Condaminea DC.
- Conostomium (Stapf) Cufod.
- Coprosma J.R.Forst. & G.Forst.
- Coptophyllum Korth.
- Coptosapelta Korth.
- Coptosperma Hook.f.
- Cordiera A.Rich. ex DC.
- Cordylostigma Groeninckx & Dessein
- Corynanthe Welw.
- Coryphothamnus Steyerm.
- Cosmibuena Ruiz & Pav.
- Cosmocalyx Standl.
- Coussarea Aubl.
- Coutaportla Urb.
- Coutarea Aubl.
- Coutareopsis Paudyal & Delprete
- Cowiea Wernham
- Craterispermum Benth.
- Cremaspora Benth.
- Crobylanthe Bremek.
- Crossopteryx Fenzl
- Crucianella L.
- Cruciata Mill.
- Cruckshanksia Hook. & Arn.
- Crusea Schltdl. & Cham.
- Cubanola Aiello
- Cuviera DC.
- Cyanoneuron Tange
- Cyclophyllum Hook.f.
- Cynanchica P.Caputo & Del Guacchio
- Damnacanthus C.F.Gaertn.
- Danais Comm. ex Vent.
- Debia Neupane & N.Wikstr.
- Deccania Tirveng.
- Declieuxia Kunth
- Dendrosipanea Ducke
- Denscantia E.L.Cabral & Bacigalupo
- Dentella J.R.Forst. & G.Forst.
- Deppea Schltdl. & Cham.
- Diacrodon Sprague
- Diadorimia J.A.M.Carmo, Florentín & R.M.Salas
- Dialypetalanthus Kuhlm.
- Dibrachionostylus Bremek.
- Dibridsonia K.M.Wong
- Dichilanthe Thwaites
- Didymaea Hook.f.
- Didymochlamys Hook.f.
- Didymopogon Bremek.
- Didymosalpinx Keay
- Dimetia (Wight & Arn.) Meisn.
- Diodia L.
- Dioecrescis Tirveng.
- Dioicodendron Steyerm.
- Diplospora DC.
- Dirichletia Klotzsch
- Discospermum Dalzell
- Ditrichanthus Borhidi, E.Martínez & Ramos
- Diyaminauclea Ridsdale
- Dolianthus C.H.Wright
- Dolichocarpa K.L.Gibbons
- Dolichodelphys K.Schum. & K.Krause
- Dolicholobium A.Gray
- Dolichometra K.Schum.
- Dolichopentas Kårehed & B.Bremer
- Donnellyanthus Borhidi
- Duidania Standl.
- Dunnia Tutcher
- Duperrea Pierre ex Pit.
- Duroia L.f.
- Durringtonia R.J.F.Hend. & Guymer
- Edrastima Raf.
- Eizia Standl.
- Elaeagia Wedd.
- Eleuthranthes F.Muell. ex Benth.
- Emmenopterys Oliv.
- Emmeorhiza Pohl ex Endl.
- Empogona Hook.f.
- Eosanthe Urb.
- Eriosemopsis Robyns
- Erithalis P.Browne
- Ernodea Sw.
- Etericius Desv.
- Euclinia Salisb.
- Eumachia DC.
- Everistia S.T.Reynolds & R.J.F.Hend.
- Exallage Bremek.
- Exallosperma De Block
- Exostema (Pers.) Bonpl.
- Fadogia Schweinf.
- Fadogiella Robyns
- Faramea Aubl.
- Ferdinandusa Pohl
- Feretia Delile
- Fergusonia Hook.f.
- Fernelia Comm. ex Lam.
- Flagenium Baill.
- Flexanthera Rusby
- Foonchewia R.J.Wang
- Fosbergia Tirveng. & Sastre
- Gaertnera Lam.
- Galianthe Griseb.
- Galiniera Delile
- Galium L.
- Gallienia Dubard & Dop
- Galopina Thunb.
- Ganguelia Robbr.
- Gardenia J.Ellis
- Gardeniopsis Miq.
- Genipa L.
- Geophila D.Don
- Gillespiea A.C.Sm.
- Gleasonia Standl.
- Glionnetia Tirveng.
- Globulostylis Wernham
- Glossostipula Lorence
- Gomphocalyx Baker
- Gonzalagunia Ruiz & Pav.
- Greenea Wight & Arn.
- Greeniopsis Merr.
- Guettarda L.
- Guettardella Champ. ex Benth.
- Guihaiothamnus H.S.Lo
- Gynochthodes Blume
- Gyrostipula J.-F.Leroy
- Habroneuron Standl.
- Hamelia Jacq.
- Hedstromia A.C.Sm.
- Hedyotis L.
- Hedythyrsus Bremek.
- Heinsenia K.Schum.
- Heinsia DC.
- Hekistocarpa Hook.f.
- Helictosperma De Block
- Henriquezia Spruce ex Benth.
- Heterophyllaea Hook.f.
- Hexaphylla (Klokov) P.Caputo & Del Guacchio
- Hexasepalum Bartl. ex DC.
- Hillia Jacq.
- Himalrandia T.Yamaz.
- Hindsia Benth. ex Lindl.
- Hintonia Bullock
- Hippotis Ruiz & Pav.
- Hodgkinsonia F.Muell.
- Hoffmannia Sw.
- Holstianthus Steyerm.
- Homollea Arènes
- Houstonia Gronov.
- Hutchinsonia Robyns
- Hydnophytum Jack
- Hydrophylax L.f.
- Hymenocoleus Robbr.
- Hymenodictyon Wall.
- Hyperacanthus E.Mey. ex Bridson
- Hypobathrum Blume
- Hyptianthera Wight & Arn.
- Involucrella (Benth. & Hook.f.) Neupane & N.Wikstr.
- Isertia Schreb.
- Isidorea A.Rich. ex DC.
- Ixora L.
- Jackiopsis Ridsdale
- Jamaicanthus Borhidi
- Janotia J.-F.Leroy
- Joosia H.Karst.
- Jovetia Guédès
- Kadua Cham. & Schltdl.
- Kailarsenia Tirveng.
- Kajewskiella Merr. & L.M.Perry
- Kanapia Arriola & Alejandro
- Keetia E.Phillips
- Kelloggia Torr. ex Benth. & Hook.f.
- Kerianthera J.H.Kirkbr.
- Khasiaclunea Ridsdale
- Kindia Cheek
- Klossia Ridl.
- Knoxia L.
- Kochummenia K.M.Wong
- Kohautia Cham. & Schltdl.
- Kraussia Harv.
- Kupeantha Cheek
- Kutchubaea Fisch. ex DC.
- Ladenbergia Klotzsch
- Lamprothamnus Hiern
- Landiopsis Capuron ex Bosser
- Larsenaikia Tirveng.
- Lasianthus Jack
- Lathraeocarpa Bremek.
- Lecananthus Jack
- Lecariocalyx Bremek.
- Lelya Bremek.
- Lemyrea (A.Chev.) A.Chev. & Beille
- Lepidostoma Bremek.
- Leptactina Hook.f.
- Leptodermis Wall.
- Leptomischus Drake
- Leptopetalum Hook. & Arn.
- Leptoscela Hook.f.
- Leptostigma Arn.
- Lerchea L.
- Leucocodon Gardner
- Leucolophus Bremek.
- Limnosipanea Hook.f.
- Lintersemina Humberto Mend., Celis & M.A.González
- Luculia Sweet
- Lucya DC.
- Ludekia Ridsdale
- Macbrideina Standl.
- Machaonia Bonpl.
- Macrocnemum P.Browne
- Macrosphyra Hook.f.
- Maguireocharis Steyerm.
- Maguireothamnus Steyerm.
- Malanea Aubl.
- Manettia Mutis ex L.
- Manostachya Bremek.
- Mantalania Capuron ex J.-F.Leroy
- Martensianthus Borhidi & Lozada-Pérez
- Maschalodesme K.Schum. & Lauterb.
- Massularia (K.Schum.) Hoyle
- Mastixiodendron Melch.
- Mazaea Krug & Urb.
- Melanopsidium Colla
- Melanoxerus Kainul. & B.Bremer
- Mericarpaea Boiss.
- Merumea Steyerm.
- Mexotis Terrell & H.Rob.
- Meyna Roxb. ex Link
- Micrasepalum Urb.
- Microphysa Schrenk
- Mitchella L.
- Mitracarpus Zucc.
- Mitragyna Korth.
- Mitrasacmopsis Jovet
- Mitriostigma Hochst.
- Molopanthera Turcz.
- Monosalpinx N.Hallé
- Morelia A.Rich. ex DC.
- Morinda L.
- Morindopsis Hook.f.
- Motleyothamnus Paudyal & Delprete
- Mouretia Pit.
- Multidentia Gilli
- Mussaenda Burm. ex L.
- Mussaendopsis Baill.
- Mycetia Reinw.
- Myrmecodia Jack
- Myrmeconauclea Merr.
- Myrmephytum Becc.
- Nargedia Bedd.
- Nauclea L.
- Neanotis W.H.Lewis
- Neblinathamnus Steyerm.
- Nematostylis Hook.f.
- Nenax Gaertn.
- Neobertiera Wernham
- Neoblakea Standl.
- Neohymenopogon Bennet
- Neolamarckia Bosser
- Neomussaenda Tange
- Neonauclea Merr.
- Nernstia Urb.
- Nertera Banks ex Gaertn.
- Nesohedyotis (Hook.f.) Bremek.
- Neurocalyx Hook.
- Nichallea Bridson
- Nodocarpaea A.Gray
- Normandia Hook.f.
- Nostolachma T.Durand
- Notopleura (Hook.f.) Bremek.
- Ochreinauclea Ridsdale & Bakh.f.
- Octotropis Bedd.
- Oldenlandia L.
- Oldenlandiopsis Terrell & W.H.Lewis
- Oligocodon Keay
- Omiltemia Standl.
- Opercularia Gaertn.
- Ophiorrhiza L.
- Oreopolus Schltdl.
- Osa Aiello
- Otiophora Zucc.
- Otomeria Benth.
- Ottoschmidtia Urb.
- Oxyanthus DC.
- Oxyceros Lour.
- Pachystylus K.Schum.
- Paederia L.
- Pagamea Aubl.
- Pagameopsis Steyerm.
- Paganuccia R.M.Salas
- Palicourea Aubl.
- Paracarphalea Razafim., Ferm, B.Bremer & Kårehed
- Paracephaelis Baill.
- Parachimarrhis Ducke
- Paracorynanthe Capuron
- Paragenipa Baill.
- Parainvolucrella R.J.Wang
- Paraknoxia Bremek.
- Paralasianthus H.Zhu
- Paranotis Pedley ex K.L.Gibbons
- Parapentas Bremek.
- Patima Aubl.
- Pauridiantha Hook.f.
- Pavetta L.
- Payera Baill.
- Pentagonia Benth.
- Pentaloncha Hook.f.
- Pentanisia Harv.
- Pentanopsis Rendle
- Pentas Benth.
- Pentodon Hochst.
- Peponidium (Baill.) Arènes
- Perakanthus Robyns ex Ridl.
- Perama Aubl.
- Peripeplus Pierre
- Petitiocodon Robbr.
- Phellocalyx Bridson
- Phialanthus Griseb.
- Phialiphora Groeninckx
- Phuopsis (Griseb.) Hook.f.
- Phyllis L.
- Phyllocrater Wernham
- Phyllomelia Griseb.
- Phyllopentas (Verdc.) Kårehed & B.Bremer
- Phylohydrax Puff
- Picardaea Urb.
- Pimentelia Wedd.
- Pinarophyllon Brandegee
- Pinckneya Michx.
- Pitardella Tirveng.
- Pittoniotis Griseb.
- Placocarpa Hook.f.
- Planaltina R.M.Salas & E.L.Cabral
- Platycarpum Bonpl.
- Pleiocoryne Rauschert
- Plocama Aiton
- Plocaniophyllon Brandegee
- Pogonopus Klotzsch
- Polysphaeria Hook.f.
- Polyura Hook.f.
- Pomax Sol. ex DC.
- Porterandia Ridl.
- Portlandia P.Browne
- Posoqueria Aubl.
- Pouchetia A.Rich. ex DC.
- Praravinia Korth.
- Preussiodora Keay
- Prismatomeris Thwaites
- Pseudaidia Tirveng.
- Pseudocoptosperma De Block
- Pseudodiplospora Deb
- Pseudogalium L.E Yang, Z.L.Nie & H.Sun
- Pseudohamelia Wernham
- Pseudomantalania J.-F.Leroy
- Pseudomiltemia Borhidi
- Pseudomussaenda Wernham
- Pseudonesohedyotis Tennant
- Pseudopyxis Miq.
- Psychotria L.
- Psydrax Gaertn.
- Pteridocalyx Wernham
- Pubistylus Thoth.
- Puffia Razafim. & B.Bremer
- Pygmaeothamnus Robyns
- Pyrostria Comm. ex A.Juss.
- Rachicallis DC.
- Ramonadoxa Paudyal & Delprete
- Ramosmania Tirveng. & Verdc.
- Randia Houst. ex L.
- Raritebe Wernham
- Razafimandimbisonia Kainul. & B.Bremer
- Remijia DC.
- Rennellia Korth.
- Retiniphyllum Bonpl.
- Rhadinopus S.Moore
- Rhaphidura Bremek.
- Rhodopentas Kårehed & B.Bremer
- Richardia L.
- Ridsdalea J.T.Pereira & K.M.Wong
- Riodocea Delprete
- Riqueuria Ruiz & Pav.
- Robbrechtia De Block
- Robynsia Hutch.
- Rogiera Planch.
- Roigella Borhidi & M.Fernández
- Ronabea Aubl.
- Rondeletia L.
- Rosenbergiodendron Fagerl.
- Rothmannia Thunb.
- Rovaeanthus Borhidi
- Rubia L.
- Rubovietnamia Tirveng.
- Rudgea Salisb.
- Rustia Klotzsch
- Rutidea DC.
- Rytigynia Blume
- Sabicea Aubl.
- Sacosperma G.Taylor
- Saldinia A.Rich. ex DC.
- Salzmannia DC.
- Saprosma Blume
- Schismatoclada Baker
- Schizenterospermum Homolle ex Arènes
- Schizocalyx Wedd.
- Schizocolea Bremek.
- Schizomussaenda H.L.Li
- Schmidtottia Urb.
- Schradera Vahl
- Schumanniophyton Harms
- Schwendenera K.Schum.
- Scleromitrion (Wight & Arn.) Meisn.
- Scolosanthus Vahl
- Scyphiphora C.F.Gaertn.
- Scyphostachys Thwaites
- Sericanthe Robbr.
- Seychellea Razafim., Kainul. & Rydin
- Shaferocharis Urb.
- Shaolinchiana S.S.Ying
- Sherardia L.
- Sherbournia G.Don
- Siemensia Urb.
- Simira Aubl.
- Singaporandia K.M.Wong
- Sipanea Aubl.
- Sipaneopsis Steyerm.
- Siphonandrium K.Schum.
- Solenandra Hook.f.
- Sommera Schltdl.
- Spermacoce L.
- Spermadictyon Roxb.
- Sphinctanthus Benth.
- Squamellaria Becc.
- Stachyarrhena Hook.f.
- Staelia Cham. & Schltdl.
- Standleya Brade
- Steenisia Bakh.f.
- Stenaria (Raf.) Terrell
- Stenosepala C.H.Perss.
- Stenostomum C.F.Gaertn.
- Stenotis Terrell
- Stephanococcus Bremek.
- Stevensia Poit.
- Steyermarkia Standl.
- Stichianthus Valeton
- Stilpnophyllum Hook.f.
- Stipularia P.Beauv.
- Streblosa Korth.
- Streblosiopsis Valeton
- Strumpfia Jacq.
- Stylosiphonia Brandegee
- Suberanthus Borhidi & M.Fernández
- Synaptantha Hook.f.
- Syringantha Standl.
- Tainus Torr.-Montúfar, H.Ochot. & Borsch
- Tamilnadia Tirveng. & Sastre
- Tammsia H.Karst.
- Tamridaea Thulin & B.Bremer
- Tangshuia S.S.Ying
- Tapanhuacanga Vell. ex Vand.
- Tarenna Gaertn.
- Tarennella De Block
- Tarennoidea Tirveng. & Sastre
- Temnocalyx Robyns
- Temnopteryx Hook.f.
- Tennantia Verdc.
- Tessiera DC.
- Thamnoldenlandia Groeninckx
- Theligonum L.
- Thiollierea Montrouz.
- Thliphthisa (Griseb.) P.Caputo & Del Guacchio
- Thogsennia Aiello
- Timonius Rumph. ex DC.
- Tinadendron Achille
- Tobagoa Urb.
- Tocoyena Aubl.
- Tortuella Urb.
- Tournefortiopsis Rusby
- Trailliaedoxa W.W.Sm. & Forrest
- Triainolepis Hook.f.
- Tricalysia A.Rich. ex DC.
- Trichostachys Hook.f.
- Triflorensia S.T.Reynolds
- Tromlyca Borhidi
- Tulearia De Block
- Uncaria Schreb.
- Urophyllum Wall.
- Valantia L.
- Vangueria Juss.
- Vangueriella Verdc.
- Vangueriopsis Robyns
- Vidalasia Tirveng.
- Villaria Rolfe
- Virectaria Bremek.
- Wandersong David W.Taylor
- Warszewiczia Klotzsch
- Wendlandia Bartl. ex DC.
- Wittmackanthus Kuntze
- Xanthophytum Reinw. ex Blume
- Xantonneopsis Pit.
- Zuccarinia Blume